# XV. legija Apollinaris
XV. legija Apollinaris (latinsko Legio qvinta decima Apollinaris, Petnajsta Apolonova legija) je bila rimska legija, ki jo je leta 41/40 pr. n. št. ustanovil Oktavijan. Njen emblem je bil verjetno podoba Apolona ali ene od njegovih svetih živali.
XV. legijo včasih zamenjujejo z dvema drugima legijama z enako številko. Zgodnejši  enoti  je poveljeval Julij Cezar in je bila razpuščena leta 49 pr. n. št. v severni Afriki. Kasnejša enota se je na strani drugega triumvirata udeležila bitke pri Filipih in bila po njej poslana na vzhod.

## Zgodovina
Oktavijan, kasnejši cesar Avgust, je XV. legijo ustanovil z namenom, da prekine Pompejevo okupacijo Sicilije, ki je ogrožala dobave žita Rimu. Po bitki pri Akciju, v kateri je legija verjetno dobila vzdevek Apolonova,  je bila poslana v Ilirik, kjer je ostala morda do leta 6 pr. n. št., in se potem vojskovala v kantabrijskih vojnah.
Leta 6 se je udeležila velikega Tiberijevega vojnega pohoda proti Markomanom, katerega je prekinila velika ilirska vstaja. V zatiranju vstaje je v veliki meri sodelovala tudi XV. legija. Po mnenju zgodovinarja Balduina Saria je potem, ko je zapustila Carnuntum, leta 14 ali 15 ustanovila svoja tabor v Emoni.  Raziskovalka Marjeta Šašel Kos njegovo trditev zavrača kot neutemeljeno. Po letu 9 je bila legija nastanjena v Carnuntumu v Gornji Panoniji.
Tam je ostala do odhoda v Sirijo. Leta 61 ali 62 se je morda udeležila Neronovega pohoda v Armenijo, ki so jo znova osvojili Parti.  Po koncu vojne je bila poslana v Aleksandrijo in se kmalu zatem udeležila ostrih bojev v prvi judovski vstaji. Osvojila  je mesti Jotapata (Yodfat, Izrael) in Gamla (Golanska planota) in ujela judovskega generala, ki je kasneje postal slavni zgodovinar Jožef Flavij. V tem obdobju je legiji poveljeval kasnejši cesar Tit. 
Po zatrtju upora se je legija vrnila v Carnuntum in obnovila njegovo trdnjavo. Deli legije so se vojskovali v dačanskih vojnah, njena glavnina pa je ostala v Panoniji.
Leta 115 je ponovno izbruhnila vojna s Partskim cesarstvom. XV. legija, okrepljena z deli XXX. legije Ulpia Victrix,  je bila poslana na vzhodno fronto in se vojskovala v Mezopotamiji. Po osvojitvi Mezopotamije in koncu vojne je ostala na vzhodu v Satali v severovzhodni Kapadokiji. Deli legije so bili nastanjeni v Trapezu (Trabzon, Turčija) na Črnem morju in Ancyri (Ankara, Turčija). Od tam je pomagala preprečiti vdor Alanov leta 134. 
Leta 162 je znova izbruhnila vojna s Parti. V vojnem pohodu, ki ga je vodil cesar Lucij Ver, je XV. legija je zasedla armensko prestolnico Artaksato. 
Leta 175 se je cesarju Marku Avreliju uprl general Avidij Kasij. XV. legija je ostala zvesta cesarju in zato dobila dodaten naslov Pia Fidelis (vdana in zvesta).
Nadaljnja zgodovina legije je polna ugibanj. Premeščena je bila na Srednji vzhod in se skoraj zagotovo udeležila pohoda proti Partskemu cesarstvu, v katerem  so Rimljani leta 197 zasedli partsko prestolnico Ktezifon, in vojn proti Sasanidom, četudi o tem ni nobenih neposrednih dokazov.  Legija se je v pisnih virih ponovno pojavila na začetku 5. stoletja. Še vedno je bila nastanjena v Satali in Ancyri in se umaknila iz Trapeza. Legiji je poveljeval dux Armeniae.   
V jami v vzhodnem Uzbekistanu so odkrili napis, ki bi lahko bil povezan s XV. legijo. Vklesali so ga morda ujeti rimski vojaki, ki so bili kot obmejna straža poslani na vzhodno mejo Partskega cesarstva.

## Sklica
1. 1 2  Šašel Kos, M. 1998, Je bila Emona nekdanji tabor 15. legije in veteranska kolonija, Zgodovinski časopis 52 (3), str. 317–329.